# Mike Pniewski
Pour les articles homonymes, voir Pniewski.
Mike Pniewski est un acteur américain né le 20 avril 1961 à Los Angeles (Californie), États-Unis.

## Biographie
Pniewski est né à Los Angeles en Californie. En 1983, il a obtenu son baccalauréat en art du théâtre de l'université de Californie à Los Angeles.

## Filmographie

### Cinéma
- 1984 : Le Flic de Beverly Hills (Beverly Hills Cop) : Bonded Warehouse Clerk #1
- 1986 : Modern Girls : Fire marshal
- 1987 : Meurtres en VHS (Remote Control) : Artie
- 1987 : La Pie voleuse (Burglar) d'Hugh Wilson : Man #1 in gray uniform
- 1987 : La Folle Histoire de l'espace (Spaceballs) : Laser Gunner
- 1990 : House Party : Cop #2 / Boyd
- 1990 : Deux flics à Downtown (Downtown) de Richard Benjamin : l'homme au pistolet
- 1991 : The Willies (en) de Brian Peck : M. Belcher
- 1991 : Chienne de vie (Life Stinks) : Male Nurse
- 1993 : Quake (vidéo) : Cop in Crowd
- 1996 : Le Droit de tuer ? (A Time to Kill) : Deputy Tatum
- 1996 : Larry Flynt (The People vs. Larry Flynt) : Trucker
- 1998 : The Gingerbread Man : Chatham County Sheriff
- 1999 : Un vent de folie (Forces of Nature) : Conductor
- 1999 : Flight of the Pteranodon : He
- 2000 : Cybertraque (Takedown) : Businessman
- 2000 : Le Plus Beau des combats (Remember the Titans) : Cop
- 2003 : Two Soldiers : Sheriff Foote
- 2003 : Out of Time : agent White
- 2003 : Le Maître du jeu (Runaway Jury) de Gary Fleder : Strode
- 2004 : L'Enlèvement (The Clearing) : détective Kyle Woodward
- 2004 : Motives : Simon
- 2004 : Bobby Jones, naissance d'une légende : M. Mullen
- 2004 : Ray : Bus Driver
- 2005 : False River : Dick
- 2005 : Heavens Fall : Deputy
- 2005 : Diary of a Mad Black Woman : Foreman
- 2005 : The Work and the Glory: American Zion : Wilson Everett
- 2011 : Le Pacte (Seeking Justice) de Roger Donaldson : Gibbs
- 2011 : L'Incroyable Histoire de Winter le dauphin (Dolphin Tale) : consultant prosthétique
- 2011 : Au bord du gouffre (The Ledge) de Matthew Chapman : Markowitz
- 2017 : Vengeance de Johnny Martin : juge Schpiro
- 2017 : Barry Seal : American Traffic (American Made) de Doug Liman : Willie
- 2017 : Jésus, l'enquête (The Case for Christ) de Jon Gunn  : Kenny London
- 2019 : Le Cas Richard Jewell (Richard Jewell) de Clint Eastwood : Brandon Hamm
- 2023 : Reptile de Grant Singer : Marty Graeber

### Télévision
- 1985 : Gidget's Summer Reunion (en) (TV) : Scooter Boy
- 1987 : Murder Ordained (TV) : Shanks
- 1990 : Child in the Night (TV) : Bobby
- 1990 : Contre toute évidence (Revealing Evidence: Stalking the Honolulu Strangler) (TV)
- 1990 : L'Escroc et moi (The Secret Life of Archie's Wife) (TV) : Deputy Shaw
- 1991 : The Gambler Returns: The Luck of the Draw (TV) : Ring announcer
- 1991 : Les Mamas en délire (Backfield in Motion) (TV) : Jimmy Cox
- 1996 : Summer of Fear (TV) : Warren
- 1996 : Our Son, the Matchmaker (TV) : Kevin Harris
- 1996 : The Cape (TV) : Chris Nunziata
- 1996 : Les Héros de Cap Canaveral (The Cape) (série TV)
- 1997 : Enterré vivant 2 (en) (Buried Alive II) (TV) : Dr. Ford
- 1997 : Perfect Crime (TV) : Ed Solarz
- 1998 : De la Terre à la Lune (From the Earth to the Moon) (feuilleton TV) : Surgeon
- 2000 : Le Prix du courage (The Runaway) (TV) : Avery Jr.
- 2002 : New York, police judiciaire (saison 13, épisode 9) : assistant-médical Cooper
- 2005 : Warm Springs (TV) : Hastings, Party Leader
- 2005 : New York, police judiciaire (saison 15, épisode 17) : Randall Stoller
- 2006 : Une merveilleuse journée (A Perfect Day) (TV) : Stuart Parks
- 2006 : New York, section criminelle (saison 5, épisode 12) : Del Geddens
- 2007 : New York, police judiciaire (saison 17, épisode 21) : Dr. Petravian
- 2007-2008 : New York, section criminelle (saison 7, épisodes 1, 9 et 11) : chef des détectives Kevin Moran
- 2008 : Une leçon de vie (TV) : Principal Meyer
- 2009 : Aux portes du destin (Acceptance) (TV) : Basil Dickerson
- 2010 : New York, section criminelle (saison 9, épisodes 2 et 3) : chef des détectives Kevin Moran
- 2017 : Manhunt: Unabomber (mini-série) : Charles Epstein